# جان نويل ديسماريه
جان نويل ديسماريه هو سياسي كندي، ولد في 11 أبريل 1924 في غريتر سودبوري في كندا، وتوفي في 25 يوليو 1995. نشط حزبياً في الحزب الكندي التقدمي المحافظ. وقد انتخب عضو مجلس الشيوخ الكندي ‏.